# قهوة يمنية
القهوة اليمنية نوع من أنواع القهوة العربية، ولكنها تختلف عن القهوة العربية المتعارف عليها في دول الخليج العربي، وتُعد من أقدم أنواع القهوة، إذ انتقلت زراعة البن من إثيوبيا إلى اليمن في وقت مبكر، وكان علي عمر الشاذلي هو أول من جلب البن إلى اليمن وأعد منه مشروب القهوة، أما أول من زرع البن في اليمن فهو جمال الدين الذبحاني، وذلك بحسب ما ذكر في كتاب (عمدة الصفوة في حل القهوة) للحنبلي، وأول من اعتمدها كمشروب اجتماعي وفق عادة منتظمة هم متصوفو اليمن، وقد استخدموها كمنبه ومنشط لإعانتهم على السهر وإقامة صلوات الليل، وتتنوع القهوة اليمنية حسب البن المستخدم في إعدادها وبحسب المكان والمناسبة التي أعدت لها، فيما يتنوع البن اليمني ليصل إلى نحو 15 نوعًا تنسب اسمائها إلى المناطق التي زرعت فيها، منها البن اليافعي، المطري، البرعي، الحرازي، والحفاشي.

## أنواع البن اليمني  المستخدم في تحضيرها
- المطري
- البرعي
- الحرازي
- الحفاشي
- اليافعي
- الحيمي
- الإسماعيلي
- الريمي
- الوصابي
- الحمادي
- المحويتي
- البرعي
- الأهجري
- العديني
- الصبري
- الصعدي
- الانسي.[4]

## أنواعها
1. قهوة بيضانية: هي قهوة بيضاء اللون، لا يتدخل في مكونات تحضيرها البُن، ولذلك سميت بالبيضانية، ويُقال أنها سميت بذلك أيضًا نسبةً لمدينة البيضاء في اليمن، وهي تتكون من السمسم والزنجبيل والهال (الهيل) والقرفة، مضافًا إليهم الحليب المركز والسكر.
2. قهوة الوالدة: تختص النساء بتحضيرها، وهي قهوة محلاة، تتكون من خليط من الأعشاب، كالقرفة، واليانسون، وقشر البُن، وأعشاب أخرى تُعرف بأسماء محلية كـ(الشمار)، (برير)، و(عنّاب)، مضافًا إليهم سكر نبات، وهي واحدة من أنواع القهوة التي يُحضّرها سكان صنعاء في اليمن.
3. قهوة القشر (القهوة المر): من أقدم أنواع القهوة اليمنية وأقلها تكلفة، وهي معروفة لدى جميع مدن اليمن، غير أنها شائعة أكثر في الأرياف، وتتكون بشكل أساسي من منقوع قشر البن.
4. قهوة علان: هي قهوة مفضلة لدى كبار السن، خصوصًا سكان المرتفعات الغربية والوسطى من اليمن، وما يميزها أنها تُحضر في موسم معين وهو أول موسم الحصاد، إذ تُصنع من حبات البن الحمراء، وحبوب الذرة الخضراء، مضافًا إليهما العسل الطبيعي.
5. القهوة السوداء (البن الصافي): هي من الأنواع المميزة في اليمن، ويعرفها أغلبية سكانه، تتكون من أجود أنواع البُن والذي يكون من حصاد الزراعة الجبلية، ويكون تركيز البُن المحمص فيها أعلى من غيرها، وتُحلى عادةً بالسكر.
6. القهوة الحضرمية: واحدة من أشهر أنواع القهوة اليمنية، على الرغم من أنها لا تحتوي أي نوع من أنواع البن، وتُحضر في جميع مناسبات السنة، ويشيع شربها بشكل أكبر في فصل الشتاء، لأنها تتكون من أعشاب مفيدة لنزلات البرد، ومن مكوناتها الهيل والزنجبيل والعسل أو الزبيب، إضافة إلى القرفة.
7. القهوة العربية بالتمر: هي إحدى أنواع القهوة العربية الشائعة في المناطق السهلية والساحلية من شبه الجزيرة العربية، وتتكون من التمر المهروس، دقيق بر، بن محمص بدرجة متوسطة، بن مطحون وهال مطحون، إضافة إلى الزنجبيل والقرفة.[3][5]